# Vlag van Merksplas
De vlag van Merksplas werd door de gemeenteraad op 22 juli 1987 officieel vastgesteld als de gemeentelijke vlag van de Antwerpse gemeente Merksplas. Op 13 oktober 1987 werd hij door het Bestuur van Vlaanderen bevestigd en uiteindelijk gepubliceerd op 16 september 1988 in het officiële Belgisch Staatsblad.
Officieel wordt de vlag beschreven als:
Drie banen van groen, van wit en van groen, hoogteverhouding 1 : 2 : 1 met op het midden het (vroegere) gemeentewapen.
Groen en wit zijn de traditionele kleuren van Merksplas, dat vroeger een onofficiële vlag met twee verticale banen van groen en wit had. Het ontwerp van de vlag zou afgeleid kunnen zijn van de vlag van Antwerpen, waarbij groen de omgeving van Merksplas symboliseert. Het vroegere wapen bestond uit een zwart schild met witte staande leeuw.

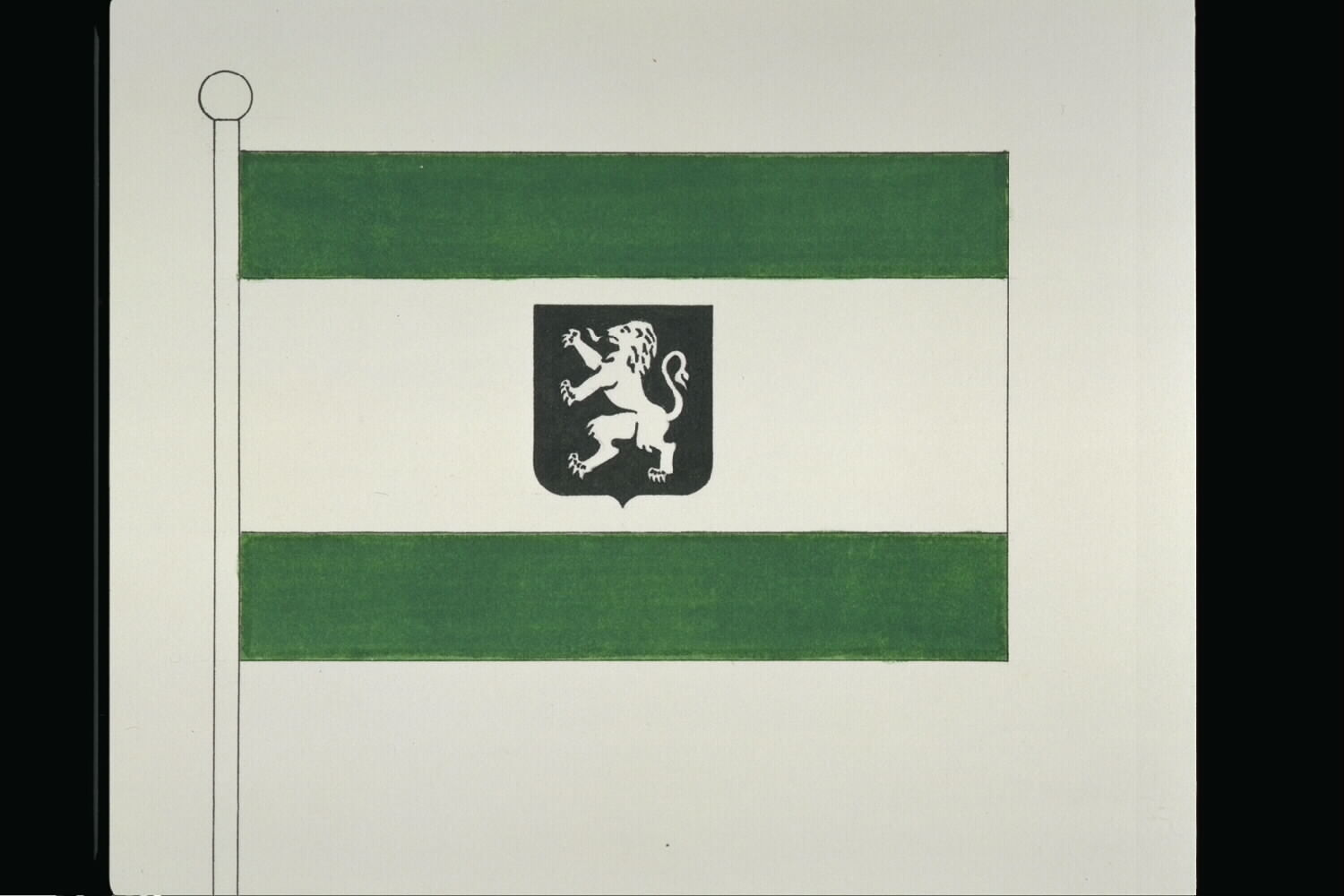
Officiële tekening van de vlag